# Mistrzostwa Świata w Kolarstwie BMX 2012
17. Mistrzostwa świata w kolarstwie BMX odbyły się w dniach 23–27 maja 2012 roku w brytyjskim Birmingham. W programie znalazło się osiem konkurencji: wyścig elite i juniorów oraz jazda na czas elite i juniorów, zarówno dla kobiet jak i mężczyzn. W klasyfikacji medalowej zwyciężyli reprezentanci USA zdobywając łącznie sześć medali, w tym trzy złote.

## Medaliści
| Konkurencja:           | Złoto:            | Srebro:          | Brąz:              |
| Klasyfikacja mężczyzn  |                   |                  |                    |
| Elite                  | Sam Willoughby    | Joris Daudet     | Moana Moo-Caille   |
| Jazda na czas          | Connor Fields     | Liam Phillips    | Sylvain André      |
| Juniorzy               | Carlos Ramírez    | Maliek Blyndloss | Léopold Tramier    |
| Jazda na czas juniorów | Romain Mahieu     | Carlos Ramírez   | Lain Van Ogle      |
| Klasyfikacja kobiet    |                   |                  |                    |
| Elite                  | Magalie Pottier   | Eva Ailloud      | Romana Labounková  |
| Jazda na czas          | Caroline Buchanan | Shanaze Reade    | Eva Ailloud        |
| Juniorki               | Felicia Stencil   | Nadja Pries      | Dani George        |
| Jazda na czas juniorek | Felicia Stencil   | Nadja Pries      | Simone Christensen |

## Tabela medalowa
| Miejsce | Państwo           | Złoto | Srebro | Brąz | Razem |
| ------- | ----------------- | ----- | ------ | ---- | ----- |
| 1       | Stany Zjednoczone | 3     | 1      | 2    | 6     |
| 2       | Francja           | 2     | 2      | 4    | 8     |
| 3       | Australia         | 2     | 0      | 0    | 2     |
| 4       | Kolumbia          | 1     | 1      | 0    | 2     |
| 5       | Niemcy            | 0     | 2      | 0    | 2     |
|         | Wielka Brytania   | 0     | 2      | 0    | 2     |
| 7       | Czechy            | 0     | 0      | 1    | 1     |
|         | Dania             | 0     | 0      | 1    | 1     |